# Charlotte Lawrence
Charlotte Sarah Lawrence (née le 8 juin 2000) est une chanteuse et compositrice américaine.

## Biographie

### Jeunesse
Charlotte Lawrence a été élevée à Los Angeles. Elle est la fille de l'actrice Christa Miller et du producteur Bill Lawrence. Elle a commencé à chanter à l'âge de cinq ans et a appris à jouer du piano dans son enfance. Elle a fréquenté Marymount High School à Los Angeles, où elle faisait partie de l'équipe de basket-ball et de volley-ball.

### Carrière
Lawrence est soutenue par IMG Models et est apparue dans des magazines tels que Teen Vogue et Harper's Bazaar. En mars 2018, elle a figuré sur le single de Kaskade, Cold as Stone. En juin 2018, elle publie son premier EP, Young.

## Discographie

### EP
| Titre | Détails                                                                                           |
| ----- | ------------------------------------------------------------------------------------------------- |
| Young | - Sortie : le 22 juin 2018 - Label : Human Re Sources - Format : Téléchargement numérique, vinyle |

### Singles

#### En tant qu'artiste principal
| Année | Titre                                        | Album                     |
| ----- | -------------------------------------------- | ------------------------- |
| 2014  | The Finish Line                              | Non-album singles         |
| 2015  | Ever After                                   | Non-album singles         |
| 2017  | You're the One That I Want                   | Non-album singles         |
| 2017  | Seventeen                                    | Non-album singles         |
| 2017  | Sleep Talking                                | Young                     |
| 2018  | Just The Same                                | Young                     |
| 2018  | Psychopath (with Nina Nesbitt & Sasha Sloan) | Non-album singles         |
| 2018  | Keep Me Up                                   | Non-album singles         |
| 2018  | Everybody Loves You                          | Young                     |
| 2018  | Young & Reckless                             | Young                     |
| 2018  | Wait Up                                      | Young                     |
| 2018  | The Few Things (with JP Saxe)                | Non-album singles         |
| 2018  | Stole Your Car                               | Non-album singles         |
| 2019  | Why Do You Love Me                           | Non-album singles         |
| 2020  | Joke's On You                                | Birds of Prey - The Album |

#### En tant qu'artiste vedette
| Année | Titre                                                | Album            |
| ----- | ---------------------------------------------------- | ---------------- |
| 2018  | Cold as Stone (Kaskade featuring Charlotte Lawrence) | Non-album single |

| Année | Titre         | Autre artiste(s) | Album                                 |
| ----- | ------------- | ---------------- | ------------------------------------- |
| 2018  | Falling Skies | Yungblud         | 13 Reasons Why: Season 2 (Soundtrack) |